# 双庙镇 (彰武县)
双庙乡，是中华人民共和国辽宁省阜新市彰武县下辖的一个乡镇级行政单位。

## 行政区划
双庙乡下辖以下地区：
双庙村、明水村、白家村、三台子村、二台子村、任家村和杜家村。